# Ranunculus magellensis
Ranunculus magellensis är en ranunkelväxtart som beskrevs av Michele Tenore. Ranunculus magellensis ingår i släktet ranunkler, och familjen ranunkelväxter. Inga underarter finns listade i Catalogue of Life.